# Kwari Yasin
Kwari Muhammad Yasin (zm. 19 marca 2017) – pakistański terrorysta związany z Al-Ka'idą.

## Życiorys
Przez amerykańskie służby wywiadowcze i wojskowe wskazywany był jako odpowiedzialny za zabicie dwóch urzędników amerykańskich oraz przygotowanie zamachu terrorystycznego na reprezentację Sri Lanki w krykiecie z 2009. Yasir był także jednym z dziesięciu najbardziej poszukiwanych terrorystów w Pakistanie. Zginął w wyniku amerykańskiego nalotu w prowincji Paktika, w południowo-wschodniej części Afganistanu.